# 아하지야 (이스라엘 왕국)
아하지야, 아하시야, 또는 아하즈야(재위: 기원전 852년경~851년경)는 분열 이스라엘 왕국의 8대 왕이자 전왕 아합의 아들로 악한 짓을 저질렀다.
아하즈야는 아버지 아합이 라못 길앗에서 아람군과 싸우다 전사하자 사마리아에서 왕위에 올랐다. 그는 전왕 아합과 같이 하나님의 눈에 거슬리는 짓을 많이 저질렀고 바알을 섬기며 예배했다.
그러자 모압 왕 메사가 아합이 죽은 것을 틈타 반란을 일으켰고 아하즈야는 자기 옥상 방의 격자 난간에서 떨어져 다쳤다. 이에 아하즈야는 신하들에게 에그론의 신 바알세붑에게 자신의 병이 회복될 수 있는지 문의해 보라고 명령했다. 그러나 이것이 문제가 되어 선지자 엘리야가 그에게 경고를 했고 결국 아하즈야는 재위 2년 만에 병으로 죽었다.
| 전임 아합 | 북이스라엘의 왕 | 후임 요람 |